# Hypsugo bodenheimeri
Hypsugo bodenheimeri es una especie de murciélago de la familia de los vespertiliónidos que vive en Egipto, Israel, Omán, Arabia Saudita y Yemen.